# Yezoceryx breviclypeus
Yezoceryx breviclypeus är en stekelart som beskrevs av Wang 1982. Yezoceryx breviclypeus ingår i släktet Yezoceryx och familjen brokparasitsteklar. Inga underarter finns listade i Catalogue of Life.